# Michele Lee
Michele Lee, all'anagrafe Michelle Lee Dusick (Los Angeles, 24 giugno 1942), è un'attrice statunitense.

## Vita privata
Figlia di Jack Dusick ed ex moglie dell'attore James Farentino, da cui ebbe un figlio, l'attore David Farentino, è l'attuale moglie del regista e produttore Fred A. Rappoport.

## Filmografia parziale

### Cinema
- Come far carriera senza lavorare (How to Succeed in Business Without Really Trying), regia di David Swift (1967)
- Un Maggiolino tutto matto (The Love Bug), regia di Robert Stevenson (1968)
- ...e alla fine arriva Polly (Along Came Polly), regia di John Hamburg (2004)

### Televisione
- Love Boat (The Love Boat) - serie TV, 6 episodi (1977-1982)
- Fantasilandia (Fantasy Island) - serie TV, 2 episodi (1978-1979)
- California (Knots Landing) - serie TV, 344 episodi (1979-1993)
- A Letter to Three Wives, regia di Larry Elikann - film TV (1985)
- Will & Grace - serie TV, episodio 7x16 (2005)

## Doppiatrici italiane
- Fiorella Betti in Un Maggiolino tutto matto
- Aurora Cancian in ...e alla fine arriva Polly